# Таскаєво (Іскітимський район)
Таскаєво (рос. Таскаево) — присілок у Іскітимському районі Новосибірської області Російської Федерації.
Входить до складу муніципального утворення Шибковська сільрада. Населення становить 247 осіб (2010).

## Історія
Згідно із законом від 2 червня 2004 року органом місцевого самоврядування є Шибковська сільрада.

## Населення
| 2002 | 2007 | 2010 |
| ---- | ---- | ---- |
| 271  | ↗299 | ↘247 |